# Versuchsfahrzeug 1
Als Versuchsfahrzeug 1 (VF 1, auch Versuchsfahrzeug I, Fahrzeug-Fahrweg-Dynamik-Meßwagen) wird ein im Dezember 1979 in Dienst gestellter Erprobungsträger für den Hochgeschwindigkeitsverkehr der Eisenbahn in Deutschland bezeichnet. Der nicht angetriebene Messwagen absolvierte Testfahrten auf dem Rollenprüfstand München-Freimann und wurde für Versuchsfahrten auf der freien Strecke verwendet.
Der wesentliche Zweck des Fahrzeugs bestand in der Gewinnung von Erkenntnissen zum Zusammenspiel von Fahrweg und Fahrzeug bei hohen Geschwindigkeiten.
Die Ergebnisse der Erprobungen flossen in die Entwicklung des 1985 in Dienst gestellten ICE-Vorläuferzuges InterCityExperimental mit ein.

## Geschichte
Das Versuchsfahrzeug wurde von einer Arbeitsgemeinschaft der Unternehmen Krupp Industrie- und Stahlbau, Krauss-Maffei, Friedrich Krupp Hüttenwerke, Krupp-MaK, MAN und Thyssen-Henschel gefertigt und am 19. Dezember 1979 in Essen vorgestellt.
1980 war das Fahrzeug für „Grundmessungen“ im Netz der Bundesbahn im Einsatz. Es sollte später dabei auch auf der damals im Bau befindlichen Eisenbahnversuchsanlage Rheine–Freren eingesetzt werden. Als erstes vierachsiges Fahrzeug wurde es im April 1982 auf dem Rollprüfstand München-Freimann bei einer Geschwindigkeit von bis zu 500 km/h erprobt.
Neben dem für 250 km/h ausgelegten Versuchsfahrzeug 1 sollte ein als Versuchsfahrzeug 2 (auch Hochgeschwindigkeitsversuchsfahrzeug) ausgelegter, dreiteiliger Zug mit eigenem Antrieb Geschwindigkeiten bis zu 350 km/h erreichen. Daraus ging später der ICE-Vorläuferzug InterCityExperimental hervor.

## Aufbau
Das gelbe Fahrzeug mit blauem Dach verfügte über drei Drehgestelle, je eines an beiden Enden sowie in der Mitte des Fahrzeugs. Das mittlere Fahrwerk diente als Versuchslaufwerk, wobei sowohl eine ein- wie auch eine zweiachsige Variante zur Verfügung standen.